# Saison 2 d'Adventure Time
Chronologie
Saison 1 Saison 3
La deuxième saison de la série d'animation américaine Adventure Time, créée par Pendleton Ward, est originellement diffusée sur la chaîne de télévision Cartoon Network aux États-Unis. La série se base sur un court-métrage d'animation produit pour l'émission Random! Cartoons produite par Frederator Studios. La série est officiellement diffusée à la télévision américaine le 11 octobre 2010, puis se conclut le 9 mai 2011. La série suit les aventures de Finn, un jeune garçon humain, et de son meilleur ami Jake, un chien anthropomorphe aux pouvoirs magiques capable de changer l'apparence de son corps comme il le désire, vivant tous les deux sur l'île post-apocalyptique de Ooo. Sur leur chemin, ils interagissent avec d'autres personnages principaux incluant princesse Chewing-Gum, le roi des Glaces, et Marceline, la reine des vampires.
Le premier épisode de la saison, intitulé La nuitosphère, est initialement regardé par deux millions de téléspectateurs nord-américains, marquant une audience moins élevée de la chaîne Cartoon Network comparée à la première saison de la série. La saison s'est achevée avec l'épisode intitulé Le piège mortel le 9 mai 2011. Peu après sa diffusion initiale, la série est positivement accueillie par la majorité des critiques, et se forge un groupe de fans. De nombreux coffrets DVD contenant les épisodes de la première saison sont commercialisés peu de temps après la fin de leur diffusion télévisée.

## Développement

### Concept
La saison suit les aventures de Finn, un jeune garçon humain, et de son meilleur ami Jake, un chien anthropomorphe aux pouvoirs magiques capable de changer l'apparence de son corps comme il le désire, vivant tous les deux sur l'île post-apocalyptique de Ooo. Sur leur chemin, ils interagissent avec d'autres personnages principaux incluant princesse Chewing-Gum, le roi des Glaces, et Marceline, la reine des vampires,. Le scénario principal se centre sur Finn et Jake faisant la rencontre de créatures étranges, leur devoir de sauver les princesses du roi des Glaces, et de combattre des monstres pour aider les autres. De nombreux épisodes se focalisent également sur l'attirance de Finn envers la princesse Chewing-Gum.

### Production
Après la fin de la première saison d’Adventure Time le 5 avril 2010, la série est renouvelée pour une deuxième saison de 26 segments épisodiques,. En août 2010, l'écriture de la saison est achevée, et la série reçoit graduellement quelques bandes d'animation envoyée par l'équipe d'animation outremer. L'épisode La nuitosphère est choisie pour être le premier épisode de la saison. À l'annonce de la saison sur Cartoon Network, l'épisode n'est pas terminé. Il marque également le premier storyboard effectué dans la série par Rebecca Sugar.

## Épisodes
| #   | Titre                         | Titre                     | Dialogues et storyboard                        | 1re diffusion     | 1re diffusion     |
| #   | Original                      | Francophone               | Dialogues et storyboard                        | États-Unis        | France            |
| --- | ----------------------------- | ------------------------- | ---------------------------------------------- | ----------------- | ----------------- |
| 1a  | It Came from the Nightosphere | La nuitosphère            | Adam Muto Rebecca Sugar                        | 11 octobre 2010   | 11 septembre 2011 |
|     |                               |                           |                                                |                   |                   |
| 1b  | The Eyes                      | Les yeux                  | Kent Osborne Somvilay Xayaphone                | 18 octobre 2010   | 11 septembre 2011 |
|     |                               |                           |                                                |                   |                   |
| 2a  | Loyalty to the King           | Loyauté à mon roi         | Kent Osborne Somvilay Xayaphone                | 25 octobre 2010   | 12 septembre 2011 |
|     |                               |                           |                                                |                   |                   |
| 2b  | Blood Under the Skin          | Du sang sous la peau      | Tobias Connan Frost Tom Herpich                | 1er novembre 2010 | 12 septembre 2011 |
|     |                               |                           |                                                |                   |                   |
| 3a  | Storytelling                  | Raconte moi une histoire  | Ako Castuera Tom Herpich                       | 8 novembre 2010   | 13 septembre 2011 |
|     |                               |                           |                                                |                   |                   |
| 3b  | Slow Love                     | L'amour au ralenti        | Jeffrey Morrow Elizabeth Ito                   | 15 novembre 2010  | 13 septembre 2011 |
|     |                               |                           |                                                |                   |                   |
| 4a  | Power Animal                  | De l'énergie à revendre   | Adam Muto Rebecca Sugar                        | 22 novembre 2010  | 14 septembre 2011 |
|     |                               |                           |                                                |                   |                   |
| 4b  | Crystals Have Power           | Le pouvoir des cristaux   | Jeffrey Morrow Jesse Moynihan                  | 3 janvier 2011    | 14 septembre 2011 |
|     |                               |                           |                                                |                   |                   |
| 5a  | The Other Tarts               | Les autres tartes         | Ako Castuera Tom Herpich                       | 10 janvier 2011   | 15 septembre 2011 |
|     |                               |                           |                                                |                   |                   |
| 5b  | To Cut a Woman's Hair         | Des cheveux et des femmes | Kent Osborne Somvilay Xayaphone                | 17 janvier 2011   | 15 septembre 2011 |
|     |                               |                           |                                                |                   |                   |
| 6a  | The Chamber of Frozen Blades  | Les lames de glace        | Adam Muto Rebecca Sugar                        | 24 janvier 2011   | 16 septembre 2011 |
|     |                               |                           |                                                |                   |                   |
| 6b  | Her Parents                   | Les beaux-parents         | Ako Castuera Tom Herpich                       | 31 janvier 2011   | 16 septembre 2011 |
|     |                               |                           |                                                |                   |                   |
| 7a  | The Pods                      | Les trois haricots        | Kent Osborne Somvilay Xayaphone                | 7 février 2011    | 17 septembre 2011 |
|     |                               |                           |                                                |                   |                   |
| 7b  | The Silent King               | Le roi muet               | Jesse Moynihan Adam Muto                       | 14 février 2011   | 17 septembre 2011 |
|     |                               |                           |                                                |                   |                   |
| 8a  | The Real You                  | Le trou noir              | Adam Muto Rebecca Sugar                        | 21 février 2011   | 18 septembre 2011 |
|     |                               |                           |                                                |                   |                   |
| 21b | Guardians of Sunshine         | Les gardiens du Soleil    | Ako Castuera Tom Herpich                       | 25 février 2011   | 18 septembre 2011 |
|     |                               |                           |                                                |                   |                   |
| 22a | Death in Bloom                | Ni fleur ni couronne      | Jeffrey Morrow Jesse Moynihan                  | 28 février 2011   | 19 septembre 2011 |
|     |                               |                           |                                                |                   |                   |
| 22b | Susan Strong                  | Suzanne strong            | Adam Muto Rebecca Sugar                        | 7 mars 2011       | 19 septembre 2011 |
|     |                               |                           |                                                |                   |                   |
| 23a | Mystery Train                 | Le train mystère          | Kent Osborne Somvilay Xayaphone                | 28 mars 2011      | 20 septembre 2011 |
|     |                               |                           |                                                |                   |                   |
| 23b | Go with Me                    | Viens avec moi            | Ako Castuera Tom Herpich                       | 4 avril 2011      | 20 septembre 2011 |
|     |                               |                           |                                                |                   |                   |
| 24a | Belly of the Beast            | Dans le ventre du monstre | Kent Osborne Somvilay Xayaphone                | 11 avril 2011     | 21 septembre 2011 |
|     |                               |                           |                                                |                   |                   |
| 24b | The Limit                     | La limite                 | Cole Sanchez Jesse Moynihan                    | 18 avril 2011     | 21 septembre 2011 |
|     |                               |                           |                                                |                   |                   |
| 25a | Video Makers                  | Les réalisateurs          | Kent Osborne Somvilay Xayaphone Terry Tompkins | 25 avril 2011     | 24 septembre 2011 |
|     |                               |                           |                                                |                   |                   |
| 25b | Heat Signature                | Vampires d'un jour        | Ako Castuera Tom Herpich                       | 2 mai 2011        | 24 septembre 2011 |
|     |                               |                           |                                                |                   |                   |
| 26a | Mortal Folly                  | La bêtise qui tue         | Rebecca Sugar Adam Muto                        | 9 mai 2011        | 25 septembre 2011 |
|     |                               |                           |                                                |                   |                   |
| 26b | Mortal Recoil                 | Le piège mortel           | Robert Scull Jesse Moynihan                    | 16 mai 2011       | 26 septembre 2011 |
|     |                               |                           |                                                |                   |                   |